# Lissodesmus modestus
Lissodesmus modestus är en mångfotingart som beskrevs av Chamberlin 1920. Lissodesmus modestus ingår i släktet Lissodesmus och familjen Dalodesmidae. Inga underarter finns listade i Catalogue of Life.